# Manipur

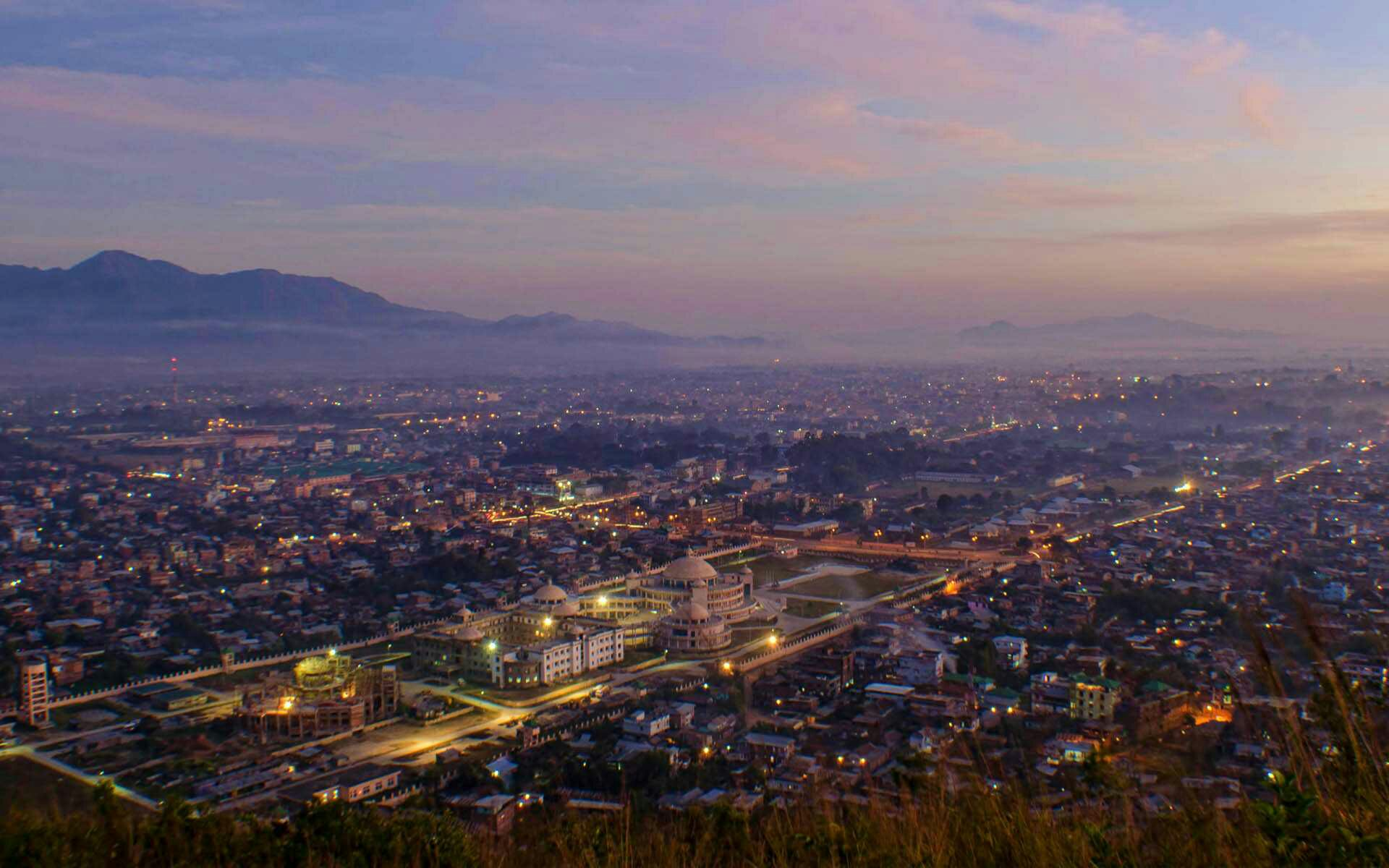
Zicht op Imphal, de hoofdstad van Manipur

Manipur is een deelstaat van India, gelegen in het uiterste noordoosten van het land. De hoofdstad is Imphal en de staat heeft ruim 2,5 miljoen inwoners (2011).
Manipur grenst aan drie andere Indiase deelstaten: Nagaland in het noorden, Assam in het westen en Mizoram in het zuidwesten. In het zuiden en oosten grenst de staat aan Myanmar.

## Geschiedenis
Volgens de Cheitharol Kumbaba werd Manipur vanaf het jaar 33 verenigd en geregeerd door de Meitei koningen. Van 698 tot 708 werd Manipur bezet door Tang-China, onder leiding van Samlungpha. Op 2 februari 1723 vond de Puya Meithaba plaats en werd Manipur officieel hindoeïstisch.
In de 19e eeuw tot in het begin van de 20e eeuw, werd Manipur geteisterd door plunderaars en roofbendes. Deze bendes kwamen voornamelijk uit Birma en joegen de lokale bevolking van Manipur weg. In 1819 was er sprake van een Birmaanse invasie. Manipur raakte hierdoor betrokken bij de Engels-Birmese Oorlog. De bezetting duurde tot 1826. Door de oorlog werd maharaja Gambhir Singh gedwongen om het Akkoord van Yandavo te ondertekenen. Gambhir Singh stond voor een moeilijke taak. Hij moest het land, na 7 jaar vernietiging, opbouwen en hij moest het systeem vernieuwen. Naast deze taak moest hij ook met de Britten onderhandelen. Het Britse rijk zag Manipur als strategische en tactische partner. In 1833 werd het handels- en verdedigingsakkoord met het Britse rijk ondertekend. In 1835 plaatste Engeland haar eerste ambassadeur. Een politiek voorval waarbij een Britse afgezant door de Manipuri's terechtgesteld werd leidde tot de korte Engels-Manipurese Oorlog in 1891. Daarna werd Manipur een prinsenstaat onder Brits bestuur, waarbij de maharaja's als marionetten regeerden. Tijdens de Tweede Wereldoorlog vielen de Japanners Manipur binnen en hielden het enige tijd bezet. Bij de onafhankelijkheid van India in 1949 werd Manipur een deelstaat van India. De laatste koning was Budhachandra, die tot 1955 regeerde.
De verwaarlozing van het noordoosten van India door de centrale regering in Delhi zette veel kwaad bloed. In de loop van de jaren zeventig en tachtig kwamen overal in Noordoost-India guerrillabewegingen op, die streden voor grotere autonomie of onafhankelijkheid. De groepen die in het grensgebied met Myanmar opereerden wisten de drugssmokkel van het gebied te monopoliseren. Sinds het begin van de 21e eeuw is de economie verbeterd, bovendien zijn akkoorden gesloten om een einde aan de guerrilla's te maken. De etnische spanningen tussen de Manipuri's en in het noorden van de deelstaat levende Naga's, die aansluiting bij Nagaland nastreven, blijven voor problemen zorgen.

## Bestuurlijke indeling
Manipur is bestuurlijk onderverdeeld in 16 districten. Hieronder volgt een lijst van de districten.
| - Bishnupur - Chandel - Churachandpur - Imphal-Oost - Imphal-West - Jiribam - Kakching - Kamjong |  | - Kangpokpi - Noney - Pherzawl - Senapati - Tamenglong - Tengnoupal - Thoubal - Ukhrul |  |  |

## Bevolking
De bevolking van Manipur wordt verdeeld in drie etnische groepen; de Meitei in de vallei en de 29 stammen in de heuvels, die verder worden onderverdeeld in meerdere groepen; zoals de Naga, de Mizo, de Kuki en de Chin. Naast de Meitei wonen er in de vallei ook Nepalezen, Bengalen, Marwari en mensen uit andere Indiase bevolkingsgroepen. Recentelijk zijn ook mensen uit de heuvels naar de vallei gemigreerd.

### Religie
Volgens de volkstelling van 2001 is 46,0% van de bevolking hindoeïstisch, 34,0% christelijk, 8,8% islamitisch en 10,9% volgt een andere religie.
De oorspronkelijke religie van de Meitei, de qua aantal grootste bevolkingsgroep van Manipur, wordt vermengd met relatief nieuwere religies zoals het hindoeïsme en het christendom.
Er zijn regelmatig spanningen tussen bevolkingsgroepen, zoals in mei 2023 tussen Meitei en Kuki, waarbij naar schatting 130 doden vielen. Bij die gelegenheid leverde het Europees Parlement serieuze kritiek op de Indiase regering en het leger.